# إنجينوف
إنجينوف (بالبلغارية: Ангелов)‏ قرية تقع إدارياً ضمن مقاطعة غابروفو في بلغاريا. ويبلغ عدد سكانها 49 نسمة حسب تعداد 15 مارس 2015. تعتمد إنجينوف للبريد على الرمز البريدي 5342.